# 邱英雄
邱英雄（1969年—），安徽桐城人，享受国务院特殊津贴专家，现任中国科学院武汉植物园研究员。

## 生平
1991年本科毕业于安徽师范大学，1998年硕士毕业于浙江农业大学（现浙江大学），同年留校工作。曾任浙江大学生命科学学院教授。2021年起，任中国科学院武汉植物园研究员、博士生导师。

## 学术贡献
主要从事植物系统进化、植物亲缘地理学、濒危植物保护生物学以及分子生态研究。主持国家重点研发计划项目课题、国家自然科学基金国际合作（重点）项目等科研项目10余项。在New Phytologist、American Journal of Botany等发表SCI论文80余篇。

## 社会兼职
中国植物学会理事，湖北省植物学会副理事长，武汉植物学会理事长；BMC Plant Biology、Plant Systematics and Evolution Associate Editors、Journal of Systematics and Evolution、Plant Diversity等杂志编委。

## 奖励与荣誉
- 2004年，浙江省自然科学奖三等奖（第三完成人）
- 2006年，教育部霍英东青年教师奖二等奖
- 2008年，浙江省自然科学奖二等奖（第二完成人）
- 2010年，浙江省自然科学学术奖一等奖（第一完成人）
- 2013年，浙江省自然科学奖二等奖（第五完成人）
- 2016年，教育部自然科学奖二等奖（第一完成人）
- 2023年，获国务院政府特殊津贴